# Apristurus japonicus
Apristurus japonicus es una especie de peces de la familia Scyliorhinidae en el orden de los Carcharhiniformes.

## Morfología
Los machos pueden llegar alcanzar los 71 cm de longitud total y las hembras los 63 cm.

## Reproducción
Es ovíparo.

## Distribución geográfica
Se encuentra en las  costas del noroeste del Pacífico: Japón y el mar de la China Oriental.